# Список міністрів національної оборони Румунії
У цьому списку представлені міністри оборони Румунії.
Назви міністерства національної оборони в різні часи
- 22 січня 1862 — 7 червня 1930 — Військове міністерство (рум. Ministerul de Război)

- 7 червня 1930 — 6 червня 1932 — Міністерство армії (рум. Ministerul Armatei)

- 6 червня 1932 — 1 вересня 1944 — Міністерство національної оборони (рум. Ministerul Apărării Naționale)

- 1 вересня 1944 — 30 грудня 1947 — Військове міністерство (рум. Ministerul de Război)

- 30 грудня 1947 — 24 березня 1950 — Міністерство національної оборони (рум. Ministerul Apărării Naționale)

- 24 березня 1950 — 21 листопада 1972 — Міністерство збройних сил (рум. Ministerul Forțelor Armate)

- Від 21 листопада 1972 — Міністерство національної оборони (рум. Ministerul Apărării Naționale)

## Об'єднані князівства
Об'єднане князівство Волощини та Молдови (1859—1862), Об'єднані князівства (1862—1866) та Князівство Румунія (1866—1881)
- 21 лютого 1859 — 3 травня 1859 — генерал Барбу Вледояну
- 4 травня 1859 — 15 серпня 1859 — генерал Александру Мачедонскі
- 16 серпня 1859 — 27 листопада 1859 — полковник Іон Корнеску
- 28 листопада 1859 — 27 травня 1860 — генерал Іон Емануїл Флореску (1)
- 28 травня 1860 — 28 липня 1860 — генерал Ніколае Ґолеску
- 28 липня 1860 — 16 квітня 1861 — генерал Ґеорґе Адріан (1)
- 17 квітня 1861 — 10 липня 1861 — полковник Істратіе Семешеску
- 11 липня 1861 — 18 липня 1861 — полковник Йон Ґіка
- 19 липня 1861 — 29 вересня 1862 — князь Йоан Ґріґоре Ґіка (1)
- 30 вересня 1862 — 11 жовтня 1863 — генерал Іон Емануїл Флореску (2)
- 12 жовтня 1863 — 11 квітня 1864 — генерал Александру Яковаче
- 12 квітня 1864 — 29 січня 1866 — генерал Савел Ману
- 30 січня 1866 — 10 лютого 1866 — полковник Александру Соломон
- 11 лютого 1866 — 10 травня 1866 — майор Дімітріє Лекка (1)
- 11 травня 1866 — 5 серпня 1866 — Йоан Ґріґоре Ґіка (2)
- 6 серпня 1866 — 7 лютого 1867 — полковник Ніколае Хараламбіє
- 8 лютого 1867 — 21 лютого 1867 — генерал Тобіас Гергель (1)
- 1 березня 1867 — 24 травня 1867 — генерал Тобіас Гергель (2)
- 24 травня 1867 — 11 серпня 1868 — генерал Георге Адріан (2)
- 12 серпня 1868 — 16 листопада 1868 — Йон Братіану (1)
- 16 листопада 1868 — 13 червня 1869 — полковник Александру Дука
- 14 червня 1869 — 17 грудня 1870 — генерал Георге Ману (1)
- 18 грудня 1870 — 10 березня 1871 — полковник Еустаціу Пенковічі
- 11 березня 1871 — 13 березня 1871 — генерал Крістіан Телль
- 14 березня 1871 — 26 квітня 1876 — генерал Іон Емануїл Флореску (3)
- 27 квітня 1876 — 1 квітня 1877 — генерал Георгій Сланічану (1)
- 2 квітня 1877 — 19 серпня 1877 — генерал Александру Чернат (1)
- 20 серпня 1877 — 16 березня 1878 — Йон Братіану (2)
- 19 березня 1878 — 24 листопада 1878 — генерал Александру Чернат (2)
- 25 листопада 1878 — 7 січня 1879 — Йон Братіану (3)
- 8 січня 1879 — 10 липня 1879 — полковник Ніколае Дабіжа
- 11 липня 1879 — 28 квітня 1880 — майор Дімітріє Лекка (2)
- 28 квітня 1880 — 9 червня 1881 — генерал Георгій Сланічану (2)

## Румунське королівство(1881—1947)
- 9 червня 1881 — 24 березня 1882 — Йон Братіану (4)
- 25 березня 1882 — 31 липня 1882— генерал Георге Анджелеску
- 1 серпня 1882 — 22 червня 1884 — Йон Братіану (5)
- 23 червня 1884 — 12 січня 1886 — генерал Стефан Фалкояну
- 13 січня 1886 — 20 лютого 1886 — Йон Братіану (6)
- 21 лютого 1886 — 4 листопада 1887 — генерал Александру Анджелеску
- 5 листопада 1887 — 20 березня 1888 — Йон Братіану (7)
- 23 березня 1888 — 11 листопада 1888 — генерал Константин Бароцці
- 12 листопада 1888 — 4 листопада 1889 — генерал Георге Ману (2)
- 5 листопада 1889 — 20 лютого 1891 — генерал Матей Владеску
- 21 лютого 1891 — 21 лютого 1894 — генерал Якоб Лаговарі (1)
- 22 лютого 1894 — 11 червня 1894 — Ласкер Катарджу
- 12 червня 1894 — 3 жовтня 1895 — генерал Константин Поенару
- 4 жовтня 1895 — 20 листопада 1896 — генерал Константин Будіштяну
- 21 листопада 1896 — 24 листопада 1896 — Константин Стоїцеску
- 25 листопада 1896 — 10 квітня 1899 — генерал Антон БериндеЇ
- 11 квітня 1899 — 13 лютого 1901 — генерал Якоб Лаговарі (2)
- 14 лютого 1901 — 21 грудня 1904 — Димітріе Стурдза
- 22 грудня 1904 — 11 березня 1906 — генерал Георге Ману (3)
- 13 березня 1906 — 3 березня 1909 — генерал (маршал) Александру Авереску
- 4 березня 1909 — 31 жовтня 1909 — Тома Стеліан
- 1 листопада 1909 — 28 грудня 1910 — генерал Ґріґоре Крейнічану
- 29 грудня 1910 — 27 березня 1912 — Ніколає Філіпеску
- 29 березня 1912 — 13 жовтня 1912 — генерал Іоан Аргетояну
- 14 жовтня 1912 — 3 січня 1914 — генерал Константин Хержеу (1)
- 4 січня 1914 — 14 серпня 1916 — Йонел Братіану (1)
- 15 серпня 1916 — 9 липня 1917 — Вінтиле Братіану (1)
- 10 липня 1917 — 19 липня 1917 — Вінтиле Братіану (2)
- 20 липня 1917 — 5 березня 1918 — генерал Константин Янковеску
- 6 березня 1918 — 23 жовтня 1918 — генерал Константин Хержеу (2)
- 24 жовтня 1918 — 28 листопада 1918 — генерал Єремія Григореску
- 29 листопада 1918 — 26 вересня 1919 — генерал Артур Вейтояну
- 27 вересня 1919 — 1 березня 1920 — генерал Йоан Решкану (1)
- 2 березня 1920 — 12 березня 1920 — Траян Мошою
- 12 березня 1920 — 15 грудня 1921 — генерал Йоан Решкану (2)
- 17 грудня 1921 — 18 січня 1922 — генерал Штефан Голбан
- 19 січня 1922 — 19 квітня 1922 — Йонел Братіану (2)
- 20 квітня 1922 — 29 березня 1926 — генерал Георге Мердереску
- 30 березня 1926 — 3 червня 1927 — генерал Людовік Мірческу
- 4 червня 1927 — 9 листопада 1928 — генерал Пауль Анджелеску (1)
- 10 листопада 1928 — 4 квітня 1930 — генерал Генрик Чіхоскі
- 5 квітня 1930 — 13 квітня 1930 — Юліу Маніу (тимчасово)
- 14 квітня 1930 — 18 квітня 1931 — генерал Ніколае Кондееску
- 19 квітня 1931 — 11 серпня 1932 — генерал Константин Штефенеску Амза
- 11 серпня 1932 — 14 листопада 1933 — генерал Ніколае Самсонович
- 14 листопада 1933 — 1 червня 1934 — генерал Ніколае Уіке
- 1 червня 1934 — 26 липня 1934 — Ґеорґе Тетереску
- 27 квітня 1934 — 8 серпня 1937 — генерал Пауль Анґелеску (2)
- 28 серпня 1937 — 4 вересня 1937 — головнокомандувач Раду Ірімеску
- 4 вересня 1937 — 27 грудня 1937 — генерал Константин Іласєвічі
- 28 грудня 1937 — 30 березня 1938 — генерал Іон Антонеску (1)
- 30 березня 1938 — 13 жовтня 1938 — генерал Ґеорґе Арджешану
- 13 жовтня 1938 — 1 лютого 1939 — генерал Ніколае Чуперке
- 1 лютого 1939 — 21 вересня 1939 — Арманд Келінеску
- 21 вересня 1939 — 4 липня 1940 — генерал Йоан Ілкуш
- 4 липня 1940 — 6 вересня 1940 — генерал Константин Ніколеску
- 6 вересня 1940 — 27 січня 1941 — генерал Іон Антонеску (2)
- 27 січня 1941 — 22 вересня 1941 — генерал Йосип Якобіч
- 22 вересня 1941 — 23 січня 1942 — маршал Іон Антонеску (3)
- 23 січня 1942 — 23 серпня 1944 — генерал Константин Пантазі
- 24 серпня 1944 — 5 листопада 1944 — генерал Іоан Міхай Раковіце
- 6 листопада 1944 — 6 грудня 1944 — генерал Константин Сенетеску
- 7 грудня 1944 — 6 березня 1945 — генерал Іон Негулеску
- 7 березня 1945 — 29 листопада 1946 — генерал Константин Василіу-Решкану

- 29 листопада 1946 — 5 листопада 1947 — генерал Міхай Ласкер

## Соціалістична Румунія
Румунська Народна Республіка (1947—1965) та Соціалістична Республіка Румунія (1965—1989)
- 5 листопада 1947 — 3 жовтня 1955 — генерал Еміль Боднераш
- 3 жовтня 1955 — 28 серпня 1966 — генерал Леонтін Сележан
- 29 серпня 1966 — 16 червня 1976 — генерал Іоан Іоніце
- 16 червня 1976 — 29 березня 1980 — генерал Іон Коман
- 29 березня 1980 — 16 грудня 1985 — генерал Константин Олтяну
- 16 грудня 1985 — 22 грудня 1989 — генерал Василе Міля

## Посткомуністична Румунія (від грудня 1989)
- 26 грудня 1989 — 16 лютого 1990 — генерал Ніколае Мілітару
- 16 лютого 1990 — 29 квітня 1991 — генерал Віктор Стенкулеску
- 30 квітня 1991 — 6 березня 1994 — генерал Нікулае Спірою
- 6 березня 1994 — 12 грудня 1996 — Георге Тінка
- 12 грудня 1996 — 11 лютого 1998 — Віктор Баб'юк (1)
- 12 лютого 1998 — 16 квітня 1998 — Константін Дуду Іонеску
- 17 квітня 1998 — 13 березня 2000 — Віктор Баб'юк (2)
- 13 березня 2000 — 28 грудня 2000 — Сорін Фрунзеверде (1)
- 28 грудня 2000 — 28 грудня 2004 — Іоан Мірча Пашку
- 28 грудня 2004 — 12 вересня 2006 — Теодор Атанасіу
- 12 вересня 2006 — 25 жовтня 2006 — Корнеліу Добрицою
- 25 жовтня 2006 — 5 квітня 2007 — Сорін Фрунзеверде (2)
- 5 квітня 2007 — 22 грудня 2008 — Теодор Мелешкану
- 22 грудня 2008 — 3 жовтня 2009 — Міхай Стенішоаре
- 3 жовтня 2009 — 23 грудня 2009 — Міхай Стенішоаре (тимчасово)
- 23 грудня 2009 — 7 травня 2012 — Габріель Опря
- 7 травня 2012 — 22 грудня 2012 — Корнеліу Добрицою
- 22 грудня 2012 — 17 листопада 2015 — Мірча Душа
- 17 листопада 2015 — 4 січня 2017 — Міхня Моток
- 4 січня 2017 — 29 червня 2017 — Габріель-Беніамін Леш (1)
- 29 червня 2017 — 5 вересня 2017 — Адріан Цуцуяну
- 12 вересня 2017 — 20 листопада 2018 — Міхай-Віорель Фіфор
- 20 листопада 2018 — 4 листопада 2019 — Габріель-Беніамін Леш (2)
- 4 листопада 2019 — 25 листопада 2021 — Ніколає Чуке
- 25 листопада 2021 — 24 жовтня 2022 — Васіле Динку

- 31 жовтня 2022 — по теперішній час — Ангел Тилвар